# Commentarii de Bello Gallico

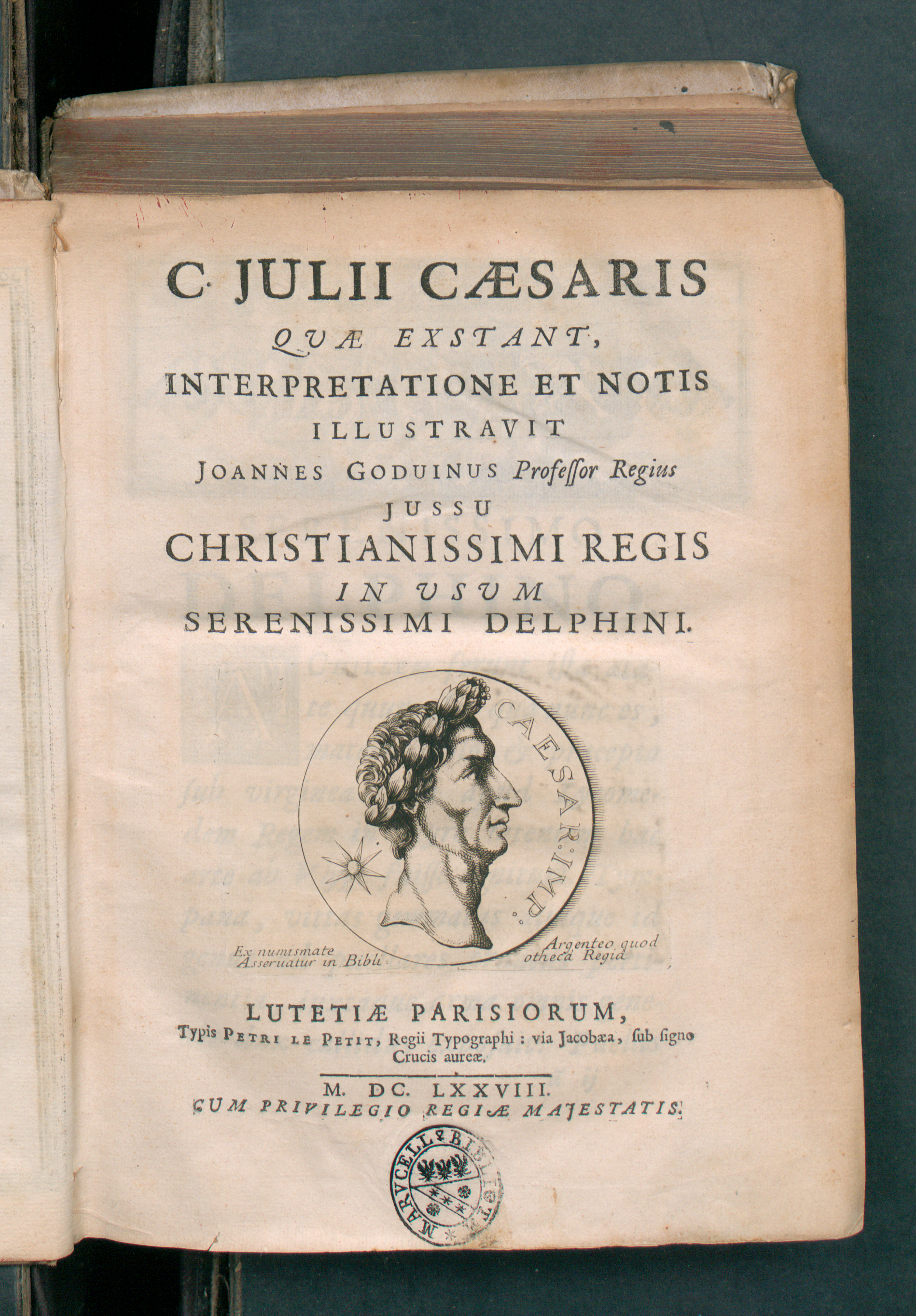
C. Iulii Caesaris quae extant, 1678

Commentarii de Bello Gallico (lat. „comentarii asupra războiului galic”; titlul complet: Commentarii rerum gestarum belli Gallici) reprezintă cronicile scrise de Caesar cu privire la războiul de ocupare a Galiei.
Opera majoră a lui Caius Iulius Caesar, “Commentarii de Bello Gallico” este o relatare la persoana a treia a celor nouă ani petrecuți de acesta în Războaiele Gallice. Lucrarea constituie o descriere obiectivă a bătăliilor și intrigilor care au avut loc pe frontul din Gallia pe fondul conflictelor între romani si populațiile autohtone.
Termenul de “gali” are multiple semnificații pe parcursul capitolelor operei. În sensul său larg, este folosit de Caesar pentru a denumi întreaga populație a Galliei, care îngloba Franța, Belgia și Elveția de astăzi. În anumite ocazii însă, Caesar face referire exclusive la celți, pe care romanii îi numeau de asemenea “gali”.
Cea dintâi carte a operei se referă în primul rând la războaiele cu helveții. Caesar descrie Gallia precum și pe helveți, adversarii direcți ai romanilor, prezentând în detaliu campanile împotriva acestora. Helveții, în număr de 300.000, sunt descriși ca o populație alpină violentă, care, migrând dinspre Alpi spre centrul Galliei, provoacă stricăciuni majore. În replică, Caesar încearcă să se impună prin forță, arătându-le astfel helveților că nu îi va tolera, și încercând să îi determine să se retragă înapoi înspre Alpi. Aceștia ripostează însă, formând o coaliție tribală împotriva romanilor, care până la urmă se vor vedea alungați din Provence de către helveți. 
Celelalte cărți prezintă campanile împotriva veneților, aquitanilor, popoarelor germanice și bretonilor. Se vorbește despre invazia din Bretania, despre răscoalele repetate ale galilor, despre Victoria asupra lui Vercingetorix în Alesia ș.a.m.d.
Campaniile amintite începeau cel mai adesea vara, prin construirea de fortărețe și aprovizionarea cu grâne, și se încheiau în cursul iernii, când Caesar se întorcea la cartierul său general pentru a pune la punct strategia pentru perioada următoare. Caesar avea în subordine legiuni (până la opt legiuni într-o campanie). Adversarii săi erau diferitele armate ale triburilor autohtone, uneori grupate în alianțe care le creșteau numărul combatanților până la 100.000. Majoritatea luptelor însă se încheiau cu victoria armatei romane, superioare prin disciplină, tactică, organizare, antrenament și experiență în luptă, precum și prin armamentul pe care îl avea la dispoziție. Unele lupte nici nu au luat loc, deoarece adversarii erau, în anumite momente, prea înspăimântați de aspectul armatei romane, din fața căreia preferau să se retragă. După ce cucereau un anumit teritoriu, soldații, din ordinul lui Caesar, ucideau toți bărbații, iar femeile și copii erau vânduți ca sclavi. Într-o situație de acest gen, 53.000 de bărbați și copii au fost vânduți după supunerea unui teritoriu.